# Georg Wagner (Unternehmer)
Georg Wagner (* 6. November 1954 in Darmstadt) ist ein deutscher Unternehmer.
In der Zeit von 1972 bis 1977 studierte Wagner an der Universität Heidelberg Volkswirtschaftslehre und Betriebswirtschaftslehre und promovierte im Jahr 1982 am Lehrstuhl für Wirtschaftsinformatik der Universität Heidelberg. 1983 trat er in die Firma H. Ludendorff GmbH ein und übernahm dieses Unternehmen 1994 als Geschäftsführender Gesellschafter. In den folgenden Jahren gründete er weitere Unternehmen und ist heute neben seiner hauptberuflichen Tätigkeit auch im Ehrenamt als Präsident des Groß- und Außenhandelsverbandes Hessen und im Präsidium des Bundesverbands des Groß- und Außenhandels tätig. Darüber hinaus ist Georg Wagner Präsidiumsmitglied des Verbandes der hessischen Unternehmensverbände. Er war bis 2017 Vorsitzender der Interessengemeinschaft Haustechnik. Ihm wurde 2005 das Bundesverdienstkreuz am Bande der Bundesrepublik Deutschland verliehen. Im Jahre 2009 wurde ihm der Titel Prof. h. c. für sein Engagement für die Technische Universität Sofia verliehen.

## Belege
1. ↑  Verband Großhandel Außenhandel Verlage und Dienstleistungen Hessen e.V. (AGH) (Memento vom 15. Juli 2013 im Internet Archive).
2. ↑  Archivierte Kopie (Memento des Originals vom 26. November 2011 im Internet Archive)  Info: Der Archivlink wurde automatisch eingesetzt und noch nicht geprüft. Bitte prüfe Original- und Archivlink gemäß Anleitung und entferne dann diesen Hinweis.
3. ↑  Wikipedia:WikiProjekt Bundesverdienstkreuz/2005#1. November 2005
4. ↑  http://www.bulgariagazette.com/dr-georg-wagner-became-honorary-professor-of-tu/
5. ↑   (Seite nicht mehr abrufbar, festgestellt im April 2018. Suche in Webarchiven)

| Personendaten    | Personendaten         |
| ---------------- | --------------------- |
| NAME             | Wagner, Georg         |
| KURZBESCHREIBUNG | deutscher Unternehmer |
| GEBURTSDATUM     | 6. November 1954      |
| GEBURTSORT       | Darmstadt             |